# Hugo Oser
Hugo Oser (* 29. August 1863 in Pfeffingen; † 16. März 1930 in Freiburg im Üechtland) war ein Schweizer Rechtswissenschaftler und Bundesrichter. Er war beteiligt am Entstehungsprozess des Schweizerischen Obligationenrechts, welches 1912 in Kraft trat.

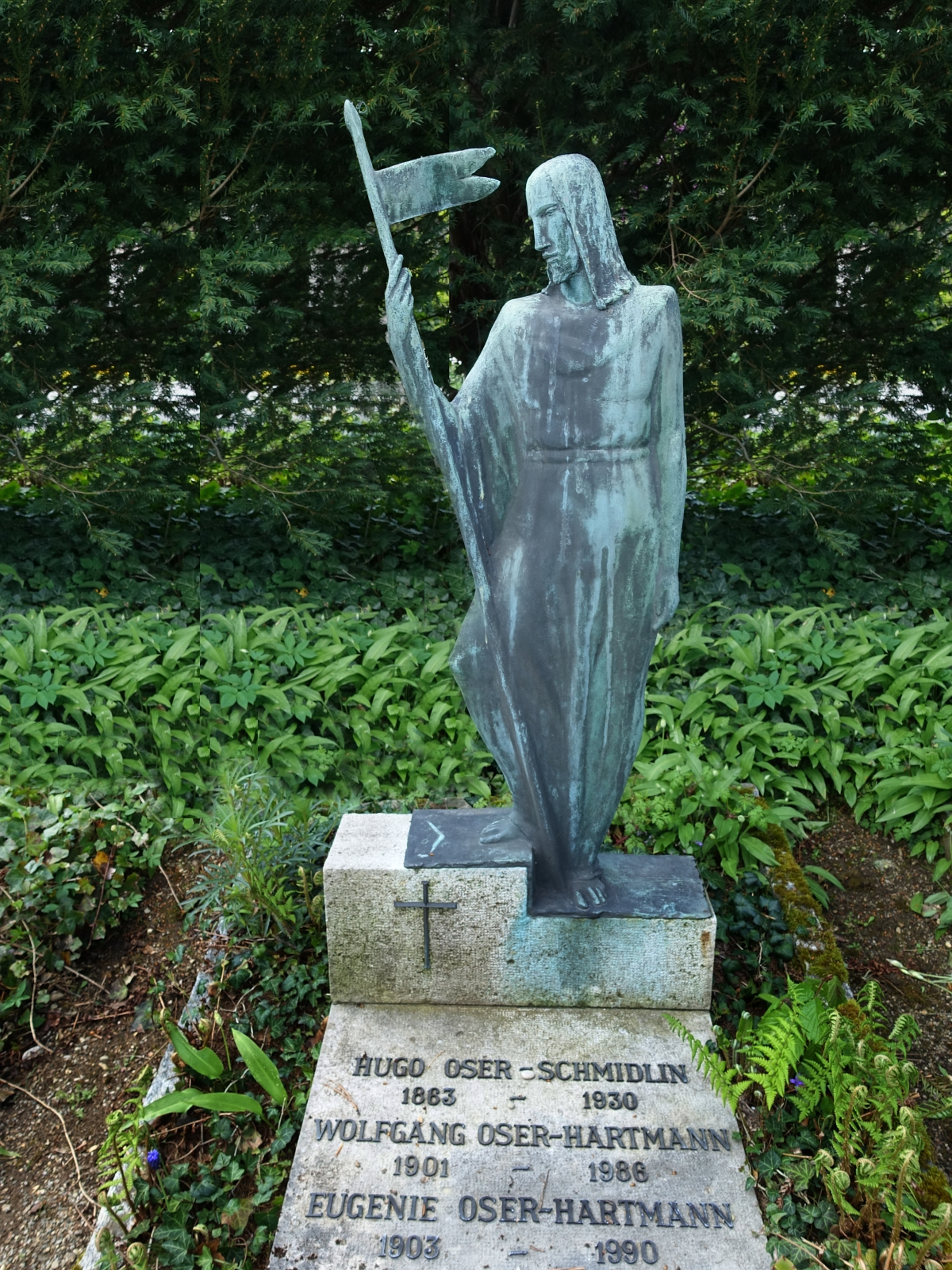
Grab Wolfgottesacker, Basel

## Leben
Er wurde im Kanton Basel-Landschaft geboren und besuchte das Gymnasium und Lyzeum in Einsiedeln und Schwyz. Oser studierte Recht in München, Strassburg und Basel. Er promovierte 1888 in Basel. Danach war er in Arlesheim als Anwalt und Gerichtsschreiber tätig und setzte seine juristischen Studien später in Berlin und Paris fort.
Von 1894 bis 1912 übernahm er den neu errichteten Lehrstuhl für Schweizerischen Privatrecht an der Universität Freiburg (Schweiz).
Am 5. Januar 1900 erstellte Hugo Oser auf Anfrage des Justiz- und Polizeidepartements ein Gutachten betreffend der Frage der Anpassung des Obligationenrechtes an das Zivilgesetzbuch.
Das eidgenössische Justiz- und Polizeidepartement bildete im Mai 1901 eine Spezialkommission zur Prüfung der Frage der Anpassung und Revision des Obligationenrechts und musste auch über die Einführungsbestimmungen beraten. Dieser gehörte unter anderem auch Hugo Oser an.
Die Kommission trat aber aufgrund diverser Verzögerungen erst am 19. September 1904 zusammen. Hierbei wurden die zwei Entwürfe von Professor Eugen Huber, die er Ende 1903 eingereicht hatte, bis am 7. Oktober durchberaten. Dieser Entwurf der Kommission wurde am 3. März 1905 vom Bundesrat der Bundesversammlung vorgelegt.
Am 19. März 1908 bestellte das eidgenössische Justiz- und Polizeidepartement eine weitere Kommission (sogenannte grosse Expertenkommission), der Oser auch angehörte, zum Zweck der Durchberatung und Begutachtung des bundesrätlichen Entwurfes vom 3. März 1905. Diese beriet sich in drei Sessionen (4. bis 9. Mai, 12. bis 23. Oktober 1908 und 1. bis 10. März 1909). In der Botschaft vom 1. Juni 1909 legte die Expertenkommission eine zweite Vorlage vor.
Oser wurde 1912 Bundesrichter in Lausanne und verliess die Freiburger Universität. Er war Richter in der I. und II. Zivilabteilung und verstarb 1930 im Amt.
Seine letzte Ruhestätte fand er auf dem Wolfgottesacker in Basel.

## Werke (Auswahl)
- Der Einfluss des schweizerischen Civilgesetzbuches auf das Studium des Privatrechts: (Rektoratsrede 1903). Freiburg im Üechtland 1904.
- Schweizerisches Zivilgesetzbuch mit Obligationenrecht: Taschenausgabe mit Anmerkungen Ausführungsverordnungen und Gesamtregister. Zürich 1912.